# Campionati mondiali di nuoto in vasca corta 2021 - 400 metri stile libero femminili
La gara di nuoto degli 400 metri stile libero femminili dei Campionati mondiali di nuoto in vasca corta 2021 è stata disputata il 19 dicembre presso l'Etihad Arena ad Abu Dhabi negli Emirati Arabi Uniti.
Vi hanno preso parte 48 atlete provenienti da 41 nazioni.

## Podio
| Posizione | Atleta          | Nazionalità |
| --------- | --------------- | ----------- |
| Oro       | Li Bingjie      | Cina        |
| Argento   | Summer McIntosh | Canada      |
| Bronzo    | Siobhán Haughey | Hong Kong   |

## Programma
| Data             | Ora   | Turno    |
| ---------------- | ----- | -------- |
| 19 dicembre 2021 | 10:14 | Batterie |
| 19 dicembre 2021 | 18:49 | Finale   |

## Record
Prima della manifestazione il record del mondo e il record dei campionati erano i seguenti.
| Record mondiale       | 3'53"92 | Ariarne Titmus Australia | 14 dicembre 2018 Hangzhou, Cina |
| Record dei campionati | 3'53"92 | Ariarne Titmus Australia | 14 dicembre 2018 Hangzhou, Cina |

## Risultati

### Batterie
I migliori 8 tempi accedono alla finale
| Pos | Batt | Corsia | Nome                     | Nazione                 | Tempo       | Note |
| --- | ---- | ------ | ------------------------ | ----------------------- | ----------- | ---- |
| 1   | 5    | 7      | Li Bingjie               | Cina                    | 4:01.26     | Q    |
| 2   | 5    | 5      | Anastasiya Kirpichnikova | Fed. Nuoto Russa        | 4:01.35     | Q    |
| 3   | 5    | 4      | Summer McIntosh          | Canada                  | 4:01.82     | Q    |
| 4   | 4    | 4      | Siobhán Haughey          | Hong Kong               | 4:02.57     | Q    |
| 5   | 5    | 2      | Anna Egorova             | Fed. Nuoto Russa        | 4:02.66     | Q    |
| 6   | 4    | 7      | Paige Madden             | Stati Uniti             | 4:03.03     | Q    |
| 7   | 4    | 3      | Isabel Marie Gose        | Germania                | 4:03.13     | Q    |
| 8   | 3    | 5      | Joanna Evans             | Bahamas                 | 4:03.58     | Q    |
| 9   | 5    | 6      | Ajna Késely              | Ungheria                | 4:03.84     |      |
| 10  | 4    | 5      | Simona Quadarella        | Italia                  | 4:03.93     |      |
| 11  | 4    | 2      | Freya Anderson           | Regno Unito             | 4:03.94     |      |
| 12  | 5    | 0      | Nathalia Almeida         | Brasile                 | 4:06.13     |      |
| 13  | 3    | 2      | Emma Weyant              | Stati Uniti             | 4:06.71     |      |
| 14  | 5    | 1      | Martina Caramignoli      | Italia                  | 4:06.89     |      |
| 15  | 5    | 8      | Merve Tuncel             | Turchia                 | 4:07.39     |      |
| 16  | 2    | 1      | Anja Crevar              | Serbia                  | 4:07.49     |      |
| 17  | 5    | 9      | Han Da-kyung             | Corea del Sud           | 4:08.52     |      |
| 18  | 3    | 9      | Elisbet Gámez            | Cuba                    | 4:09.08     |      |
| 19  | 4    | 1      | Beril Böcekler           | Turchia                 | 4:09.16     |      |
| 20  | 4    | 6      | Valentine Dumont         | Belgio                  | 4:09.35     |      |
| 21  | 4    | 0      | Leonie Kullmann          | Germania                | 4:09.41     |      |
| 22  | 5    | 3      | Charlotte Bonnet         | Francia                 | 4:10.10     |      |
| 23  | 4    | 8      | Gabrielle Roncatto       | Brasile                 | 4:10.34     |      |
| 24  | 3    | 7      | Monique Olivier          | Lussemburgo             | 4:10.57     |      |
| 25  | 3    | 4      | Ryu Ji-won               | Corea del Sud           | 4:11.06     |      |
| 26  | 3    | 1      | Lena Opatril             | Austria                 | 4:11.95     |      |
| 27  | 2    | 2      | Zhanet Angelova          | Bulgaria                | 4:12.58     |      |
| 27  | 4    | 9      | Diana Durães             | Portogallo              | 4:12.58     |      |
| 29  | 2    | 4      | María de Valdés          | Spagna                  | 4:12.86     |      |
| 30  | 3    | 6      | Laura Lahtinen           | Finlandia               | 4:16.77     |      |
| 31  | 3    | 0      | Michaela Pulford         | Sudafrica               | 4:17.27     |      |
| 32  | 2    | 5      | Delfina Dini             | Argentina               | 4:17.51     |      |
| 33  | 1    | 5      | Daniela Alfaro           | Costa Rica              | 4:18.79     |      |
| 34  | 2    | 3      | Iman Avdić               | Bosnia ed Erzegovina    | 4:19.54     |      |
| 35  | 2    | 0      | Arianna Valloni          | San Marino              | 4:21.54     |      |
| 36  | 2    | 7      | Sasha Gatt               | Malta                   | 4:21.65     |      |
| 36  | 3    | 8      | Matea Sumajstorčić       | Croazia                 | 4:21.65     |      |
| 38  | 2    | 8      | Eva Petrovska            | Macedonia del Nord      | 4:26.38     |      |
| 39  | 1    | 6      | Natalia Kuipers          | Isole Vergini Americane | 4:26.48     |      |
| 40  | 2    | 9      | Fatima Alkaramova        | Azerbaigian             | 4:29.12     |      |
| 41  | 1    | 4      | Michell Ramírez          | Honduras                | 4:31.26     |      |
| 42  | 1    | 2      | Katie Rock               | Albania                 | 4:35.55     |      |
| 43  | 1    | 7      | Alexia Savinova          | Moldavia                | 4:37.13     |      |
| 44  | 1    | 1      | Bianca Mitchell          | Antigua e Barbuda       | 4:37.56     |      |
| 45  | 1    | 8      | Keana Santos             | Guam                    | 5:04.07     |      |
| -   | 1    | 3      | Talita Te Flan           | Costa d'Avorio          | non partite |      |
| -   | 2    | 6      | Sabína Kupčová           | Slovacchia              | non partite |      |
| -   | 3    | 3      | Quah Jing Wen            | Singapore               | non partite |      |

### Finale
| Pos. | Corsia | Atleta                   | Nazionalità      | Tempo   | Note |
| ---- | ------ | ------------------------ | ---------------- | ------- | ---- |
|      | 4      | Li Bingjie               | Cina             | 3:55.83 |      |
|      | 3      | Summer McIntosh          | Canada           | 3:57.87 |      |
|      | 6      | Siobhán Haughey          | Hong Kong        | 3:58.12 |      |
| 4    | 5      | Anastasiya Kirpichnikova | Fed. Nuoto Russa | 3:58.56 |      |
| 5    | 7      | Paige Madden             | Stati Uniti      | 3:59.58 |      |
| 6    | 1      | Isabel Marie Gose        | Germania         | 4:00.82 |      |
| 7    | 8      | Joanna Evans             | Bahamas          | 4:01.09 |      |
| 8    | 2      | Anna Egorova             | Fed. Nuoto Russa | 4:02.11 |      |